# هیدکی هاماگوچی
هیدکی هاماگوچی (انگلیسی: Hideki Hamaguchi؛ زادهٔ ۴ ژانویهٔ ۱۹۵۶) بازیکن بسکتبال اهل ژاپن بود.